# Cy Twombly
Cy Twombly, właśc. Edwin Parker (ur. 25 kwietnia 1928 w Lexington, zm. 5 lipca 2011 w Rzymie) – amerykański malarz, abstrakcjonista.

## Życiorys
Edwin Parker urodził się 25 kwietnia 1928 w Lexington w Wirginii jako syn piłkarza i instruktora sportowego. Od ojca przejął przydomek Cy (cyklon), którego używał jako pseudonimu.
Najbardziej aktywny był w latach 50. XX w. w Nowym Jorku, gdzie studiował. Współtworzył abstrakcyjny ekspresjonizm, przyjaźnił się z Robertem Rauschenbergiem i Jasperem Johnsem. Uznanie zaczął zdobywać w latach 60. XX w., ale największym cieszył się w ostatnich latach życia.
W 2001 na Biennale Sztuki w Wenecji został nagrodzony Złotym Lwem za całokształt twórczości, a w 2010 poproszono go o ozdobienie jednego ze sklepień Luwru. Jego prace znajdują się w kolekcjach m.in. Tate Modern w Londynie i Museum of Modern Art w Nowym Jorku.
W 1959 malarz ożenił się z arystokratką Tatianą Franchetti i zamieszkał we Włoszech.

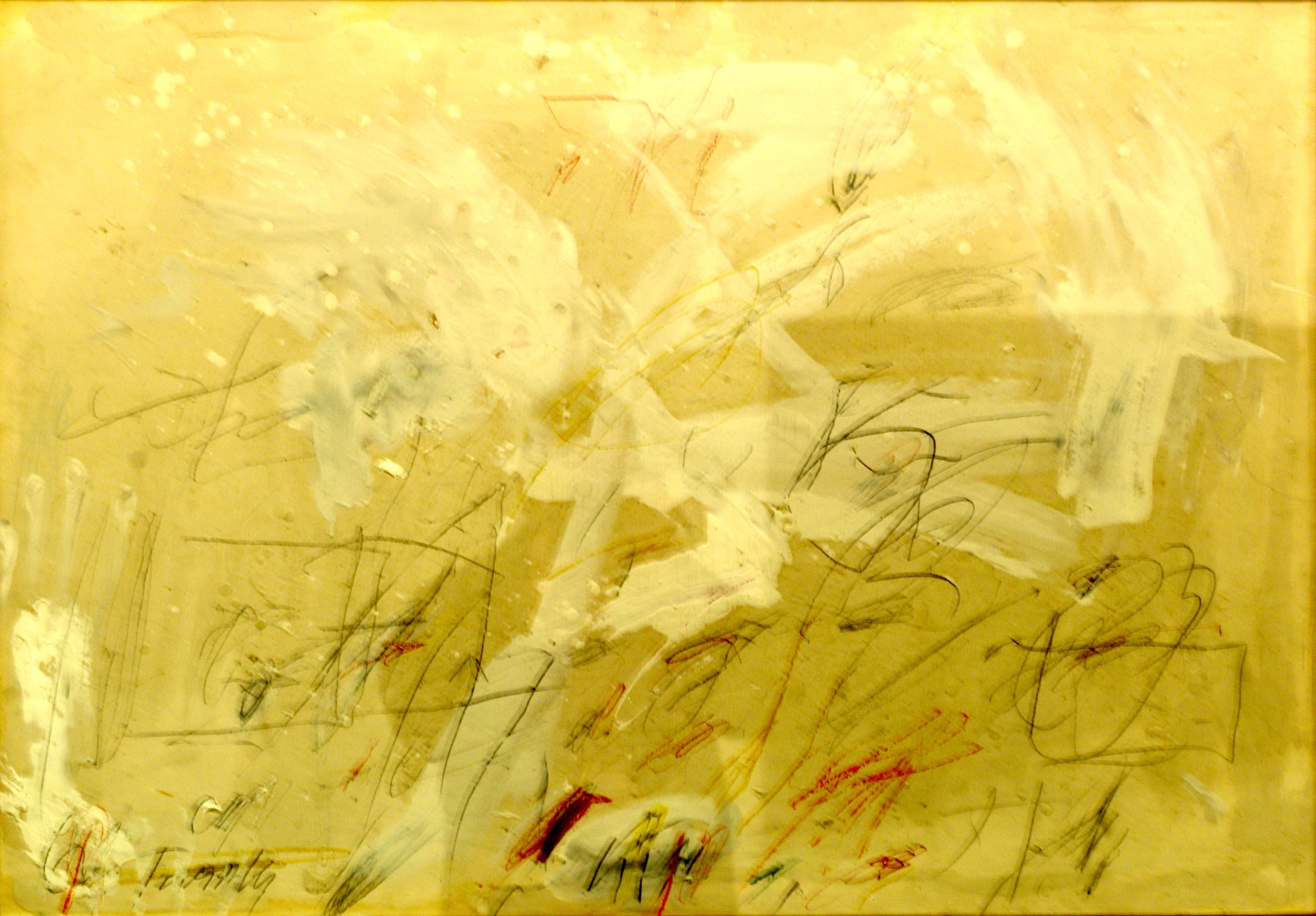
Bez tytułu, 1957
Instalacja w Salle des Bronzes, Luwr